# Charles Bernier
Charles Théodore Bernier (geboren 1. Juni 1871 in Angre, heute Gemeinde Honnelles; gestorben 9. Juli 1950 in Angre) war ein belgischer Maler und Stecher. 

## Leben
Charles Bernier war ein Sohn des Théodore Bernier. Sein Bruder Michel Bernier (1888–1942) wurde ebenfalls Maler. Er besuchte die Athénée de Mons und dann die Académie des Beaux-arts de Mons, an der Antoine Bourlard für Malerei und Auguste Danse für Grafik seine Lehrer waren. 1891 erhielt er den zweiten Preis für Stecher beim Prix de Rome. Er setzte 1892/93 seine Ausbildung an der École des Beaux-Arts bei Léon Bonnat in Paris fort. 
Bernier schloss Freundschaft mit dem älteren Dichter Émile Verhaeren, der damals in der Nähe von Honnelles wohnte.
Ab 1920 lebte und arbeitete er in Mons. Er signierte auch als «Charles Dubailly», da er in Mons im Cour du Bailly seine Wohnung hatte. Nach dem Ersten Weltkrieg erhielt er die Auszeichnung Inspecteur de l’Enseignement du dessin (1922). 1949 wurde in Angre eine Straße nach ihm benannt und ein Denkmal mit einer Plastik von Elie Raset aufgestellt. Die Plastik verschwand, und im Jahr 2008 wurde sie durch eine etwas kleinere, gleichartige ersetzt.

## Literatur

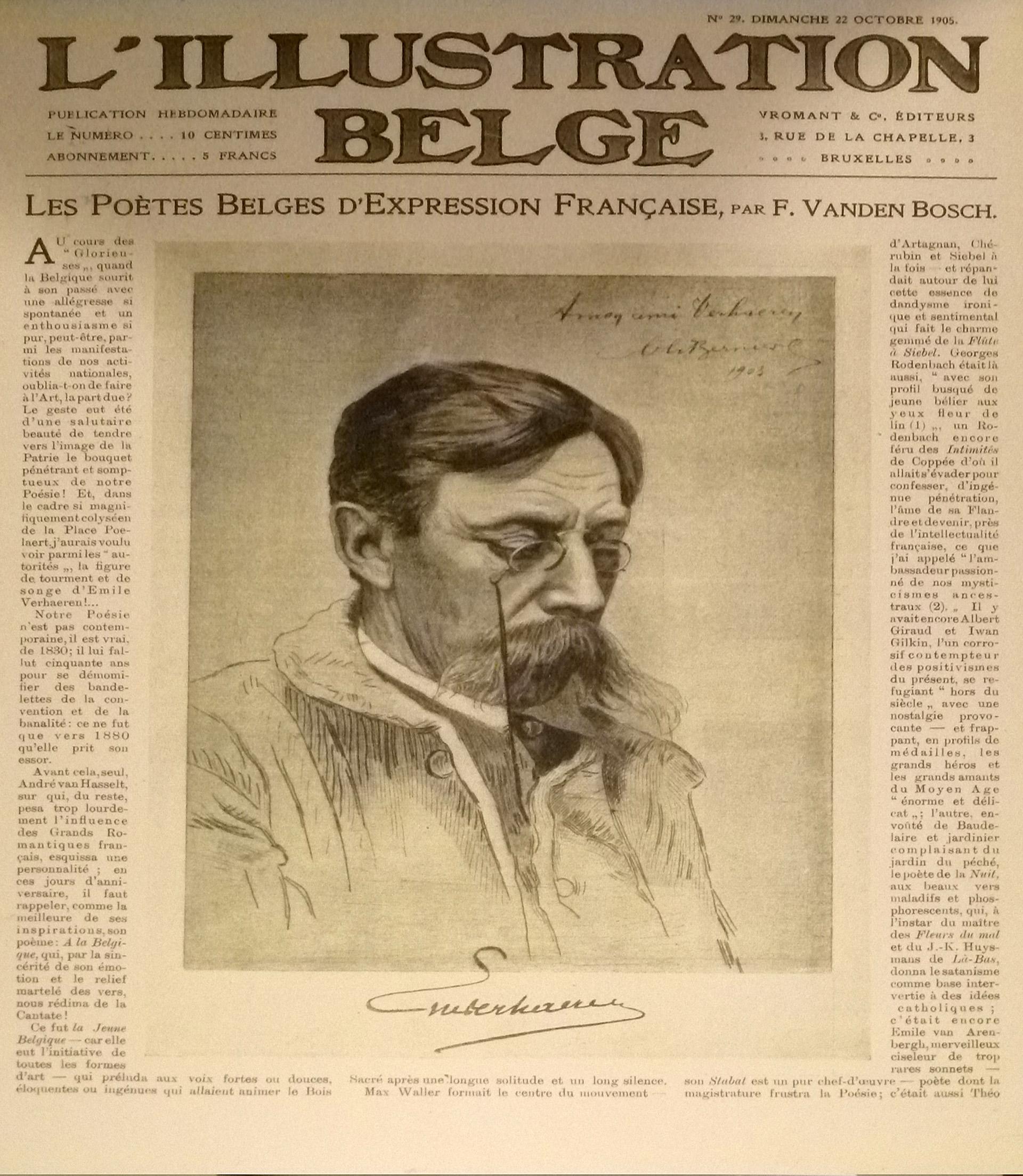
Emile Verhaeren (1905)